# 122. brigada HV
122. brigada Hrvatske vojske bila je brigada koja je osnovana 26. rujna 1991. u Đakovu. U početku su brigadu činile dvije pješačke bojne te prateće postrojbe. Zbog pogoršanja opće vojne situacije na istočnoslavonskom bojištu nametnula se potreba daljnjeg povećanja brojnog stanja brigade.

## Ustrojstvo
Po svojoj unutarnjoj organizaciji 122. brigada je imala četiri pješačke bojne te ostale prateće postrojbe. Posebno treba istaknuti topničke (mješoviti protuoklopni topnički i mješoviti topnički divizijun) i protuzračne brigadne postrojbe koje su, uz dijelove pješačkih postrojbi, vrlo često aktivno
sudjelovale i u borbenim djelovanjima na drugim kriznim žarištima (prostor Posavlja). Tijekom 1992. dolazi do postupnog preustroja i demobilizacije 122. brigade. Većim dijelom njezini pripadnici se vraćaju svojim mirnodopskim aktivnostima, ali dio ih popunjava i redove profesionalnih postrojbi.

## Odlikovanja
Odlikovana je Redom Nikole Šubića Zrinskog, za iskazano junaštvo njezinih pripadnika u Domovinskom ratu.